# بروار قرمزي
البروار القرمزي (الإسم العلمي: Paroaria baeri\ ) هو نوع من الطيور في عائلة التناجر. مستوطن في البرازيل .
موائلها الطبيعية هي غابات الأراضي المنخفضة شبه الاستوائية أو الاستوائية الرطبة. البروار القرمزي قريب نسبيًا من 16.5 سم، وغالبًا ما يكون نحيفًا بتاج دائري. يصدر صوتًا قاسي وقوي إلى حد ما ويتضمن صفارات تنازلية قاسية. لا يُعرف سوى القليل جدًا عن نظامها الغذائي، ومع ذلك فهي تتغذى على الأرجح على الحشرات والقليل من الفاكهة.
غالبًا ما يُعتقد أن موسم التكاثر هو من أكتوبر حتى يناير، مع وجود بعض الأعشاش المصحوبة بالبيض في منتصف ديسمبر.